# انتخابات ریاست‌جمهوری تیمور شرقی (۲۰۱۷)
انتخابات ریاست‌جمهوری تیمور شرقی در ۲۰ مارس ۲۰۱۷ برابر با ۳۰ اسفند ۱۳۹۵ برگزار شد. نتیجهٔ این انتخابات پیروزی فرانسیسکو گوترس از جبهه انقلابی برای تیمور شرقی مستقل (فرتلین) بود.

## روش
رئیس‌جمهور تیمور شرقی با روش دومرحله‌ای انتخاب می‌شود.

## نتایج
| نامزد                         | حزب                           | آرا     | ٪     |
| ----------------------------- | ----------------------------- | ------- | ----- |
| فرانسیسکو گوترس               | فرتیلین                       | ۲۹۴٬۹۳۸ | ۵۷٫۰۸ |
| António da Conceição          | حزب دموکراتیک تیمور شرقی      | ۱۶۷٬۷۶۰ | ۳۲٫۴۷ |
| خوزه لوئیس گوترس              | Frenti-Mudança                | ۱۳٬۵۱۳  | ۲٫۶۲  |
| خوزه آنتونیو نِوِس              | مستقل                         | ۱۱٬۶۶۲  | ۲٫۲۶  |
| لوئیس آلوس تیلمان             | مستقل                         | ۱۱٬۱۲۴  | ۲٫۱۵  |
| آنتونیو ماهر لوپز             | حزب سوسیالیست تیمور شرقی      | ۹٬۰۹۸   | ۱٫۷۶  |
| آموریم وی‌یرا                  | مستقل                         | ۴٬۲۷۹   | ۰٫۸۳  |
| آنجلا فریتاس                  | حزب کارگر تیمور شرقی          | ۴٬۳۵۳   | ۰٫۸۴  |
| آرای سفید/باطله               | آرای سفید/باطله               | ۱۲٬۰۸۶  | –     |
| مجموع                         | مجموع                         | ۵۲۸٬۸۱۳ | ۱۰۰   |
| رأی‌دهندگان نام‌نویسی‌شده/مشارکت | رأی‌دهندگان نام‌نویسی‌شده/مشارکت | ۷۴۳٬۱۵۰ | ۷۱٫۱۶ |
| منبع: STAE                    |                               |         |       |